# Dacne notata
Dacne notata är en skalbaggsart som först beskrevs av Gmelin 1790.  Dacne notata ingår i släktet Dacne, och familjen trädsvampbaggar. IUCN kategoriserar arten globalt som livskraftig. Arten har ej påträffats i Sverige.